# Vacas (Bolivia)
Vacas es una localidad y municipio de Bolivia, ubicado en la provincia de Arani del departamento de Cochabamba. El municipio es conocido como «La Patria de la papa».
Durante el Imperio de los Incas, Vacas era un tampu (tambo) sobre el Camino Real (Qhapaq ñan) que se dirigía a  Inkallaqta, Pocona, Arepucho y hacia el oriente. Posteriormente, en la época colonial fue fundada con el nombre de «Santa Bárbara de Bacas».

## Toponimia
El nombre de la población de Vacas procede de la voz aimara y quechua Wak'a, que significa «Dios, cosa sagrada, lugar santo, templo, y todo lo singular o sobrenatural». Tras la conquista del Tawantinsuyu, los españoles lo castellanizaron con el vocablo «Bacas», dando lugar a la forma actual de Vacas.
Así también, los nombres de las diferentes comunidades circunvecinas de Vacas derivan de las lenguas aimara y quechua.
Vacas, antes de la expansión incaica fue ocupada por pueblos de diversas culturas, como los Quta y Chuy; y más tarde durante la colonia, hacia mediados del siglo XVII, fue fundada con el nombre de «Santa Bárbara de Bacas», y asimismo, fue asiento de la viceparroquia del mismo nombre, perteneciente a la Parroquia San Francisco de Pocona.

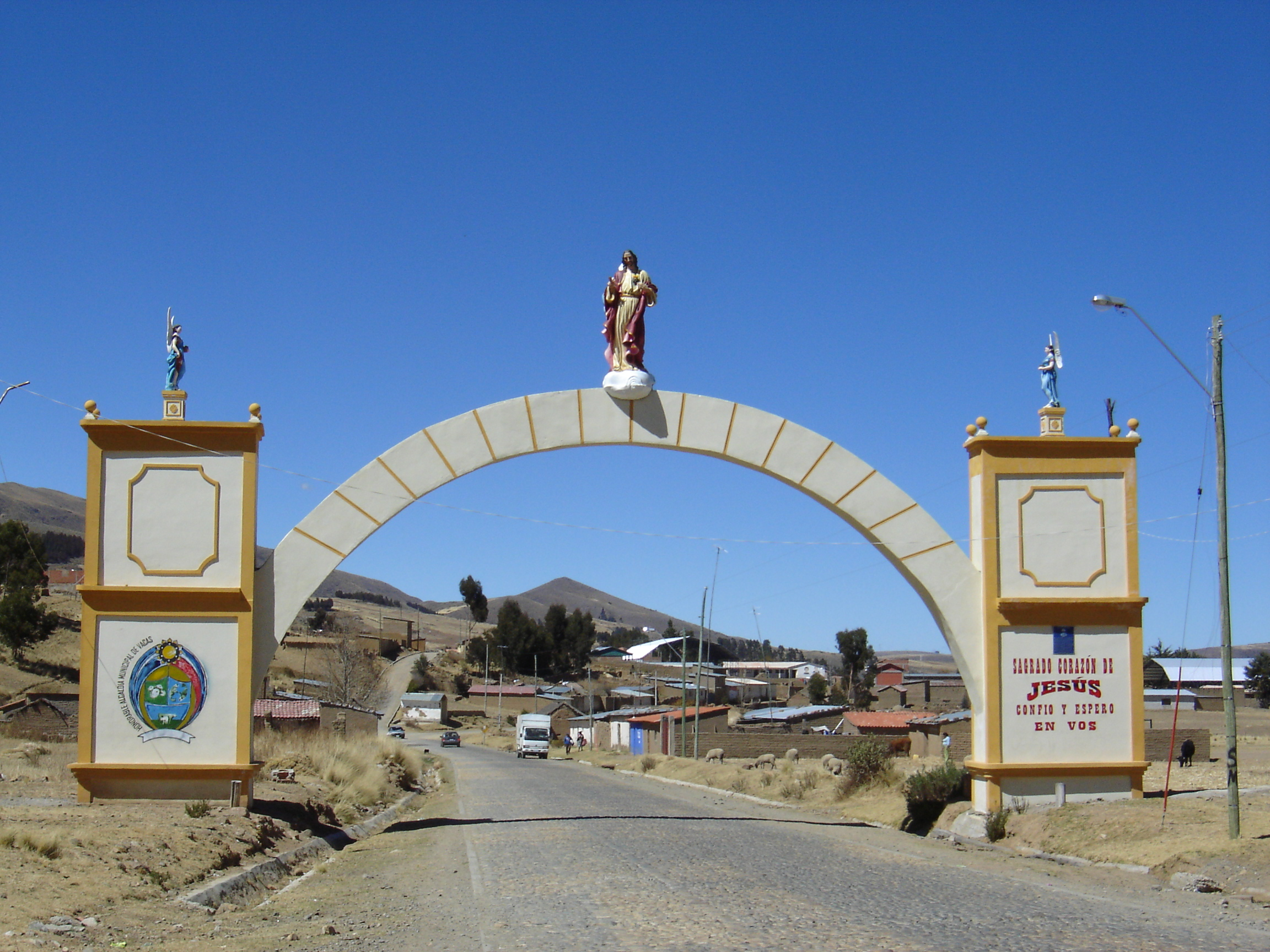
El arco de bienvenida y despedida a la entrada de la localidad de Vacas, construida por las «Hermanas Misioneras Catequistas del Sagrado Corazón».

## Historia
Antiguamente, en la región de Vacas habitaron pueblos de diversas culturas, como los Qutas y Chuwis, y posteriormente fue incorporada al Imperio de los Incas junto a Pocona, convirtiéndose en un nexo importante entre el occidente y oriente, ya que por esta zona atravesaba el Qhapaq ñan o Camino Real, que se dirigía a Pocona, Inkallaqta y hacia el oriente. Durante la época colonial fue parte del Partido de Mizque, con el nombre de «Viceparroquia de Santa Bárbara de Bacas», perteneciente a la Doctrina o parroquia de San Francisco de Pocona.

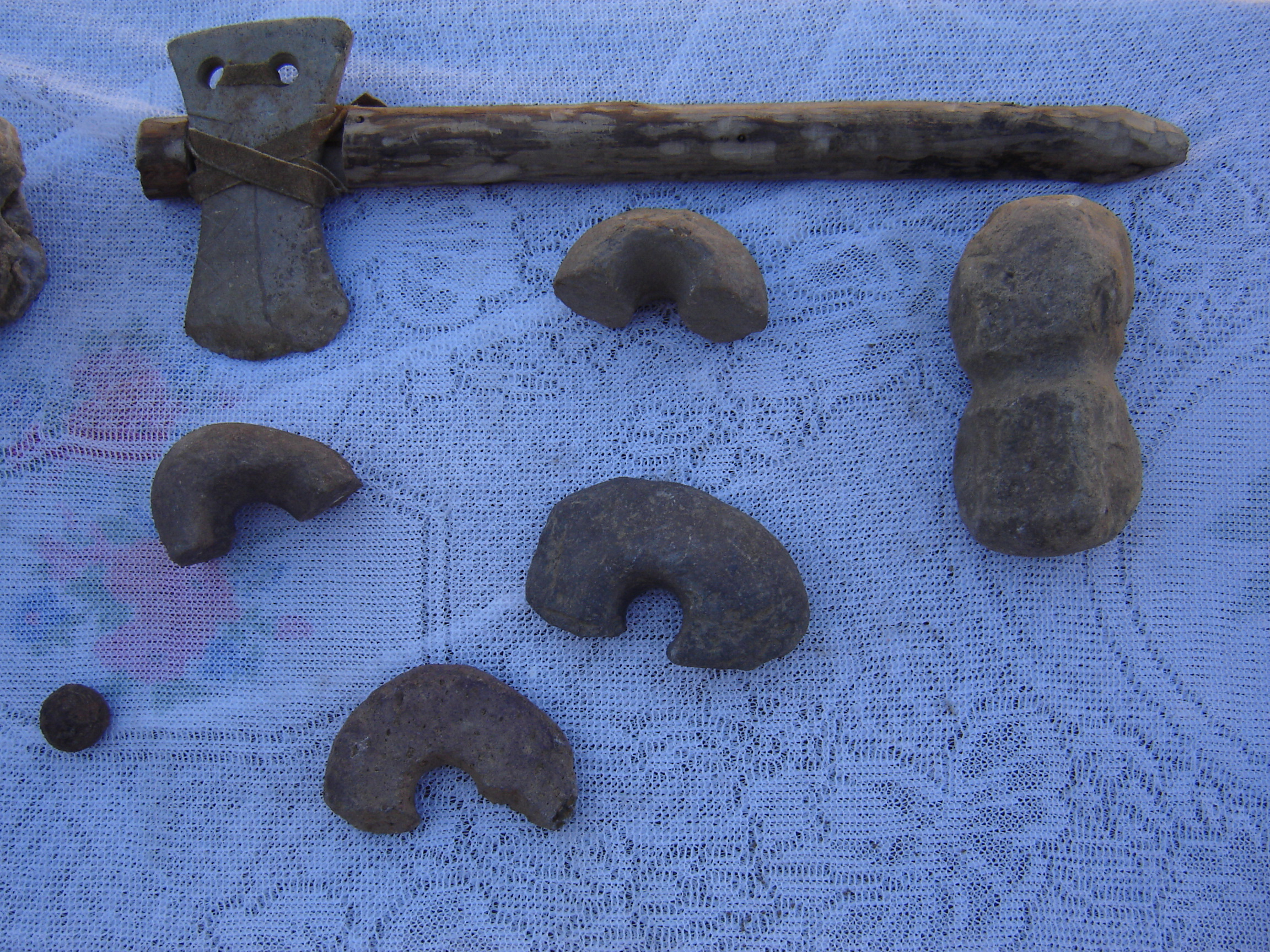
Piezas arqueológicas encontradas durante las nuevas construcciones.

Y con la llegada de la independencia de Bolivia, Vacas fue reconocida como Vicecantón de la Provincia Mizque, algunos años después adquirió el estatus de cantón. En 1874 el cantón Vacas fue anexada a la recién creada Provincia Punata, junto a su viceparroquia e vicecantón Vandiola, como parte de la Tercera Sección Municipal de Tiraque. Años más tarde, cuando se creó la Provincia de Arani en 1914, Vacas pasó a ser parte de la nueva provincia como cantón de Tiraque, la segunda sección municipal. Finalmente, con la creación de la Provincia de Tiraque en 1986, Vacas se constituyó automáticamente en la Segunda Sección Municipal de la Provincia de Arani. La nueva provincia se anexó algunas de las comunidades que históricamente pertenecían al municipio de Vacas, como Boqueronk'asa, Ch'ullkumayu, Qañiquta, Qayarani, Quwari, Payrumani, T'ulapampa, Zapataranchu y otros.
Vacas durante la colonia estaba constituida por 13 estancias, y después de la independencia, el municipio de Cochabamba se apropió de este inmenso territorio y los convirtió en haciendas, reteniéndolos bajo su dominio hasta la Reforma Agraria en 1953. Estas haciendas con el rendimiento de sus arriendos financiaban a las escuelas municipales de la capital del departamento.
Los pobladores del municipio de Vacas, se han destacado, a lo largo de la historia, por su constante lucha y rebeldía ante los abusos y explotación que sufrieron, durante el dominio español y la república. La historia registra una serie de sublevaciones y levantamientos, muchas de ellas sofocadas por la fuerza y la violencia, y con resultados nefastos. Como parte de esas luchas y reivindicaciones, en 1936 fundaron el «Sindicato de Trabajadores Agrarios de Vacas», segundo sindicato campesino a nivel nacional, apoyados por el profesor Toribio Claure, que un año antes había fundado la «Escuela Indigenal de Vacas», en la comunidad de Challwamayu, con el objetivo de buscar la redención de la clase campesina.

## Geografía

### Ubicación
El municipio de Vacas es uno de los dos municipios de la Provincia de Arani. Se encuentra situado al centro del departamento de Cochabamba, limita al este con la provincia de Carrasco, al oeste con el municipio de Arani, al norte con la provincia de Tiraque y al sur con la provincia de Mizque. El municipio tiene una superficie de 358 km².
La localidad se encuentra al centro del municipio de Vacas. Asimismo, se halla en las alturas del Cono Sur cochabambino, a una altitud de 3.475 m s. n. m. Y está a una distancia de 84 km de la ciudad de Cochabamba y a 30 km de la localidad de Arani.

### Hidrografía y orografía

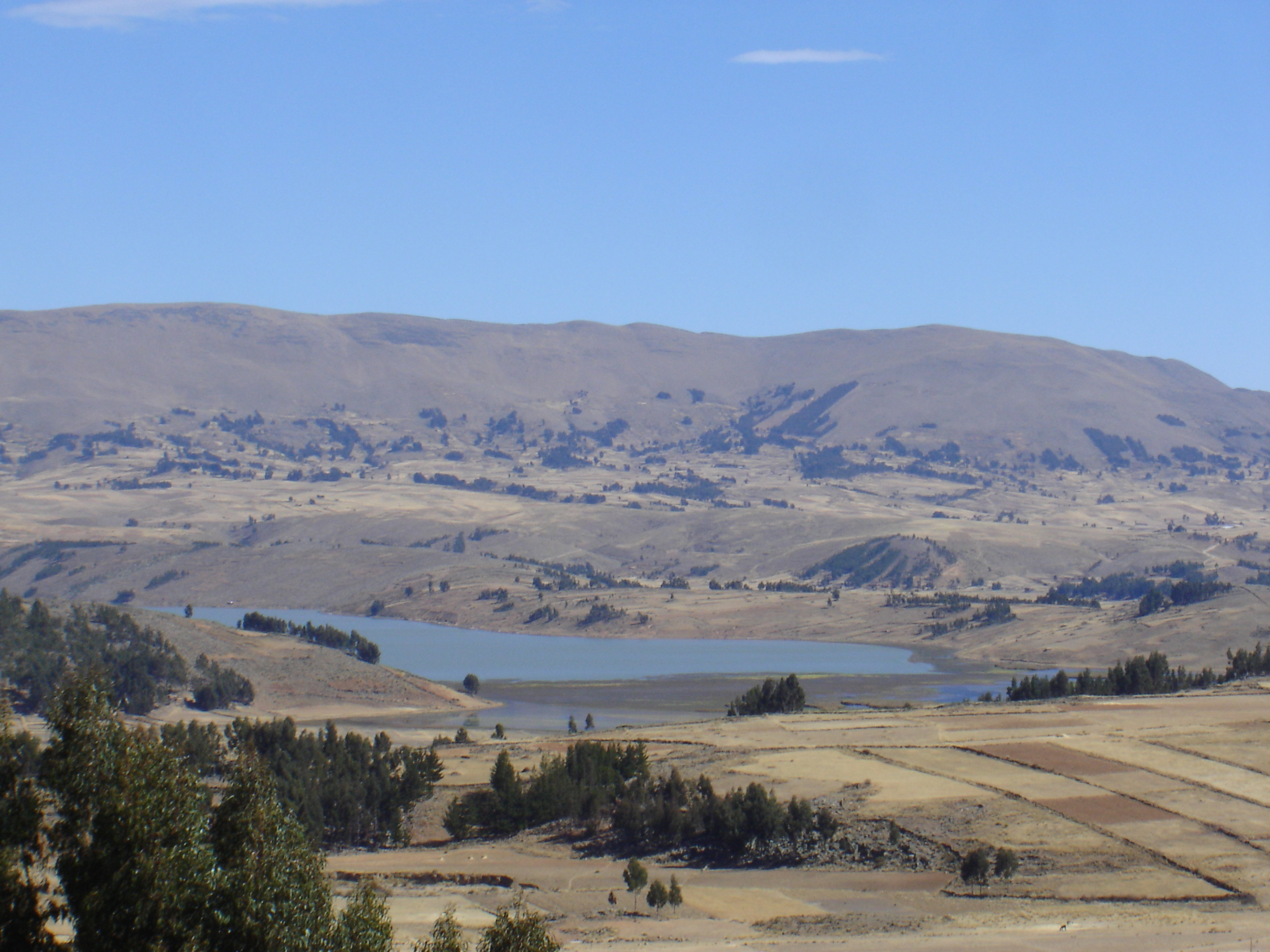
Laguna Asiruqucha.

La topografía del municipio es bastante variado, con alturas que van desde los 3.400 hasta los 4420 msnm, con cuencas, microrregiones, cañadones y ríos.
En Vacas se encuentran algunas de las lagunas naturales de mayor importancia de la región, como ser Parququcha, Asiruqucha, Qullpa Qucha, Pilaqucha, Junt'utuyu, y Yanatana.
Entre sus principales ríos están el Phaqchamayu, Michkhamayu, Challwamayu y Wak'asmayu, además, cuenta con una cascada llamada Turu Wayq'u, con unas caídas de agua de cerca a 120 metros de altura.

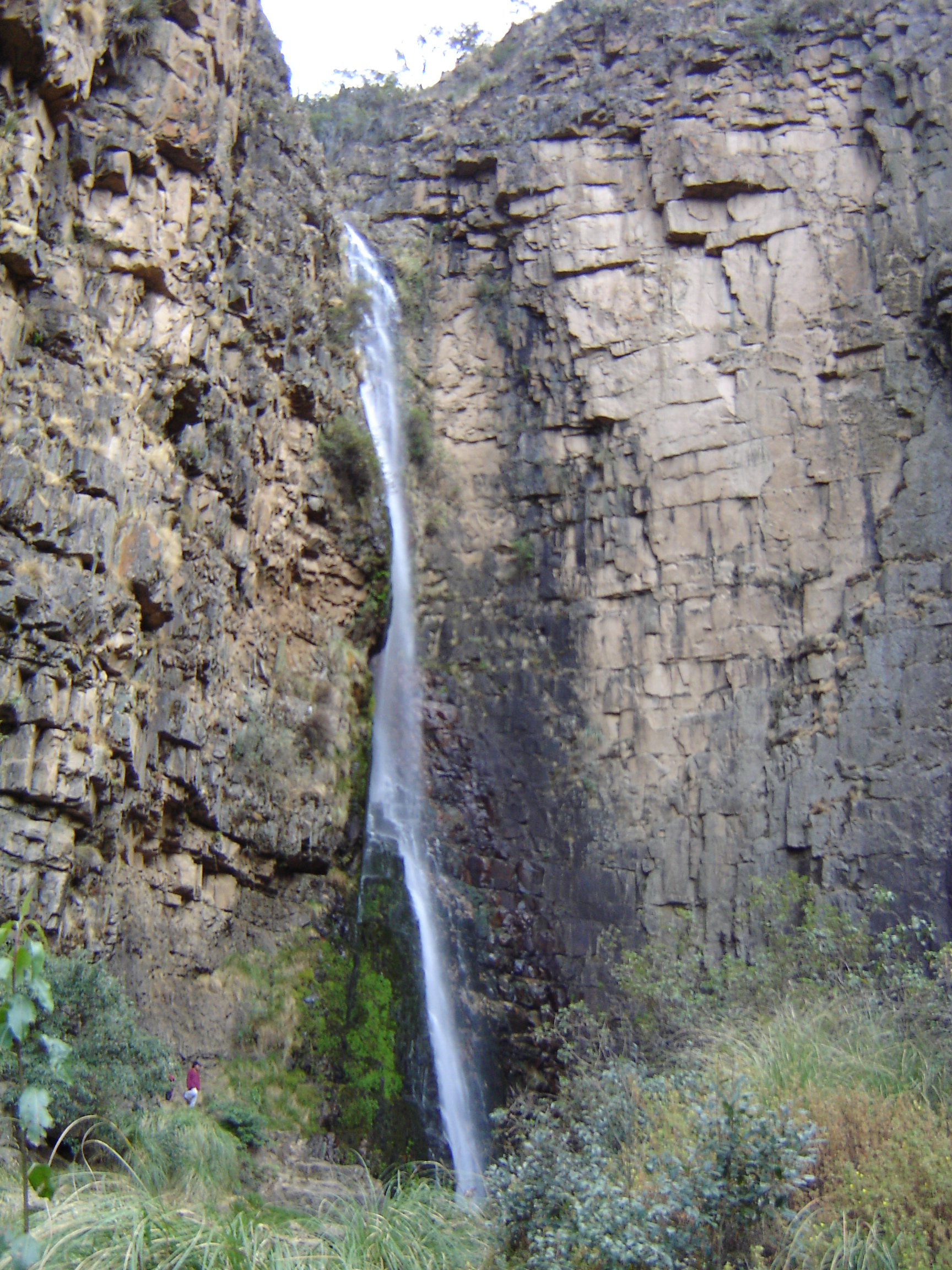
La Cascada o
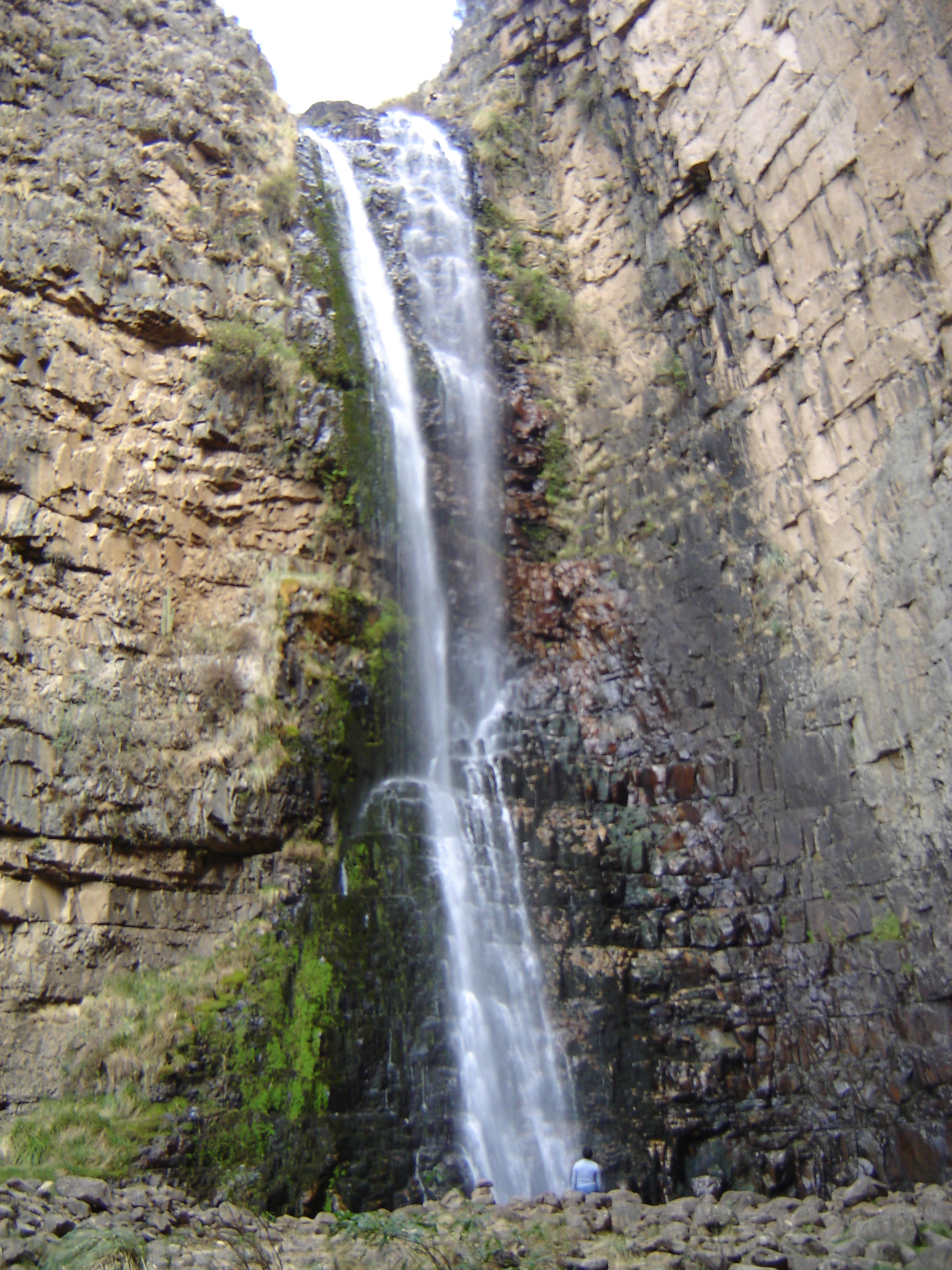
Phaqcha de Turu Wayq'u,
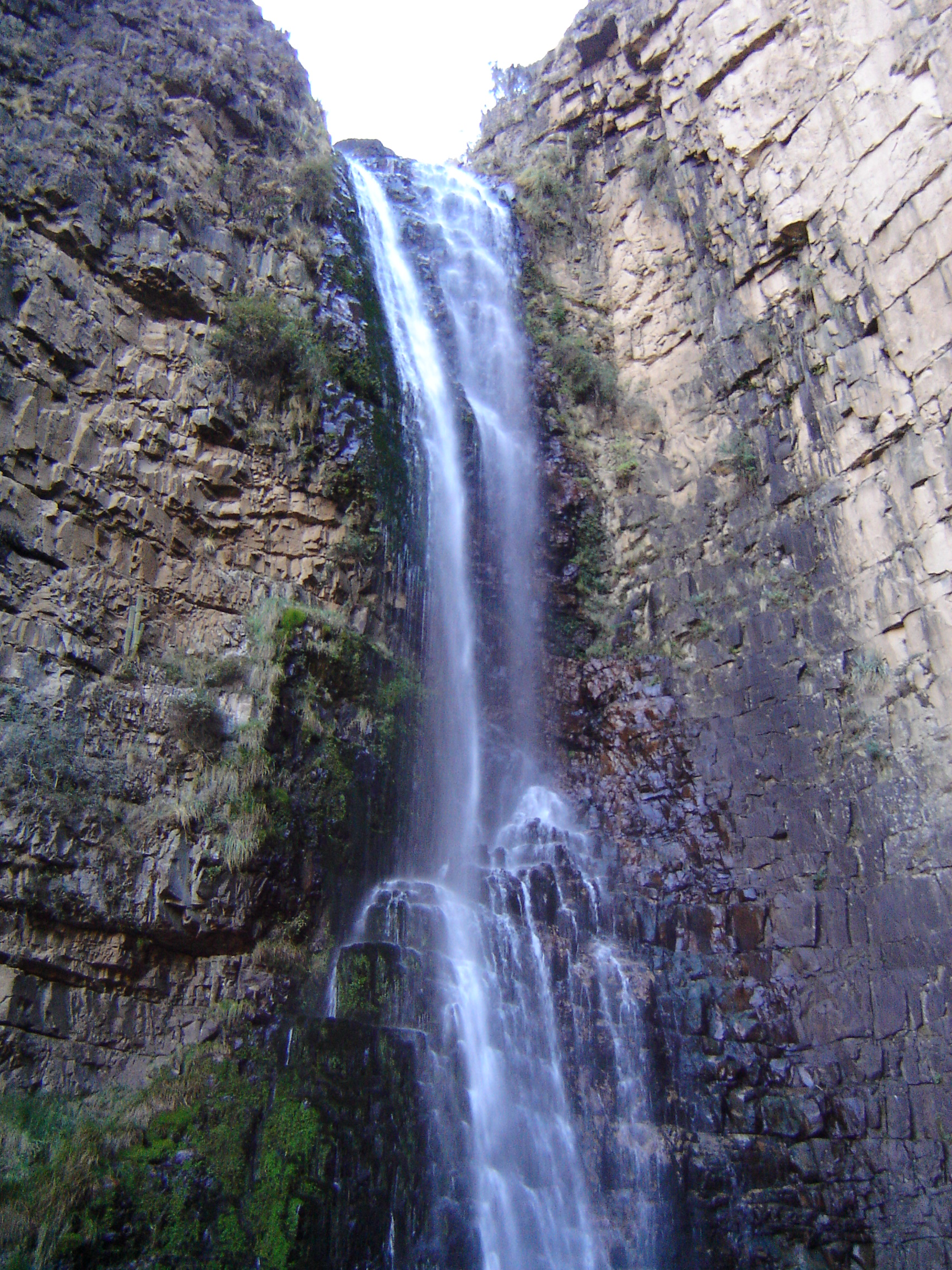
lugar de encantamientos
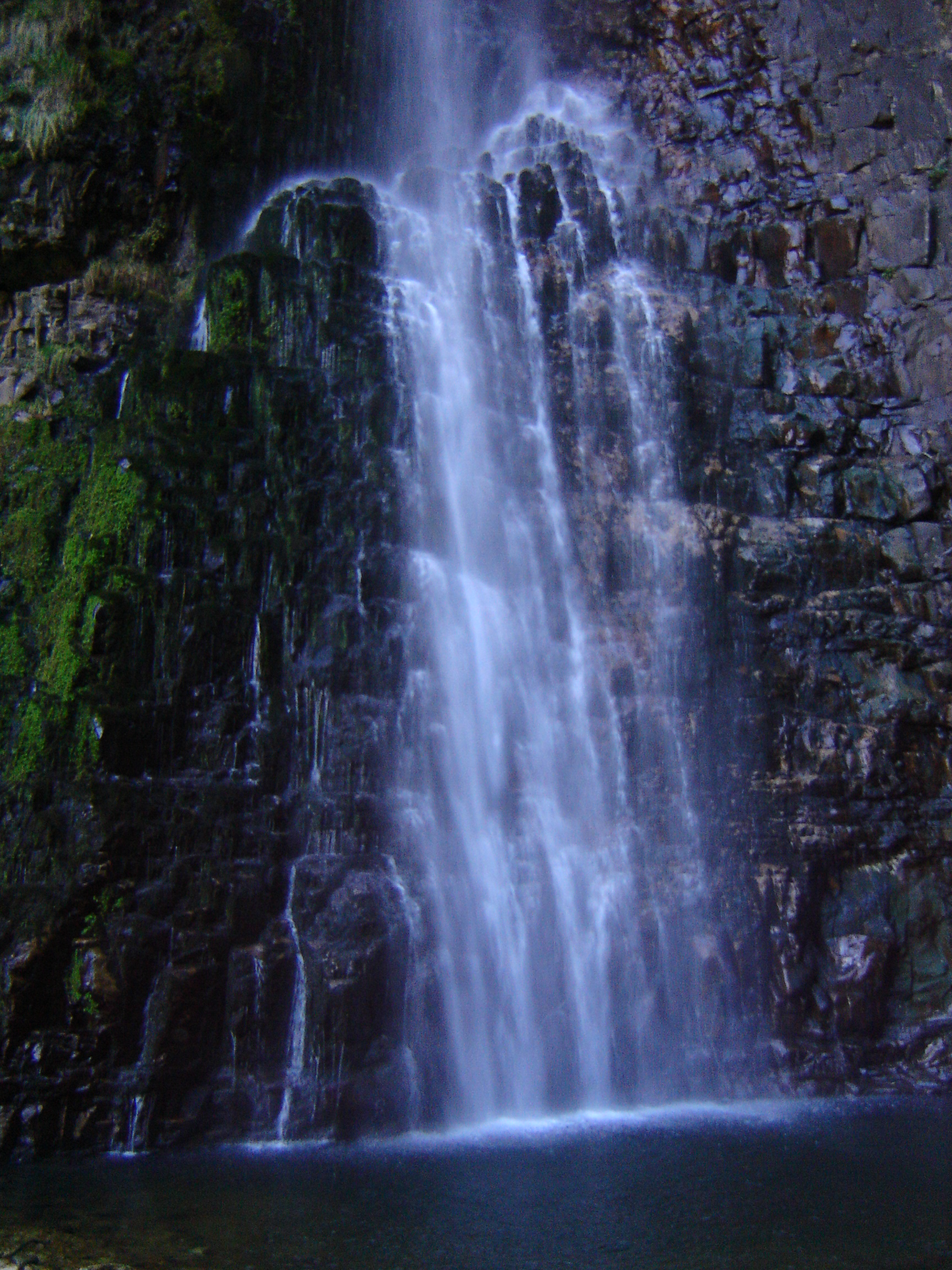
y leyendas.

Asimismo, el municipio de Vacas, por ser una región altiplánica, está rodeada de montañas como el cerro Kunturpuñuna, Khurupampa, P'allqaluma, Juch'uy Llallawa y Quturipunta.

### Flora
En la región de Vacas se encuentra la famosa planta Puya raimondii, considerada como una planta fosíl, más conocida en la zona con el nombre de Chukiqayara, florece al terminar su ciclo de vida cerca a los cien años, alcanzando alrededor de 12 m de altura, fue descubierta por primera vez en 1830 por el científico francés Alcide d'Orbigny (1802-1857). Más tarde el biólogo italiano Antonio Raimondi (1826-1890) lo descubrió en la región de Chavín de Huántar, durante sus viajes por el Perú, y le asignó un nombre científico en 1874.

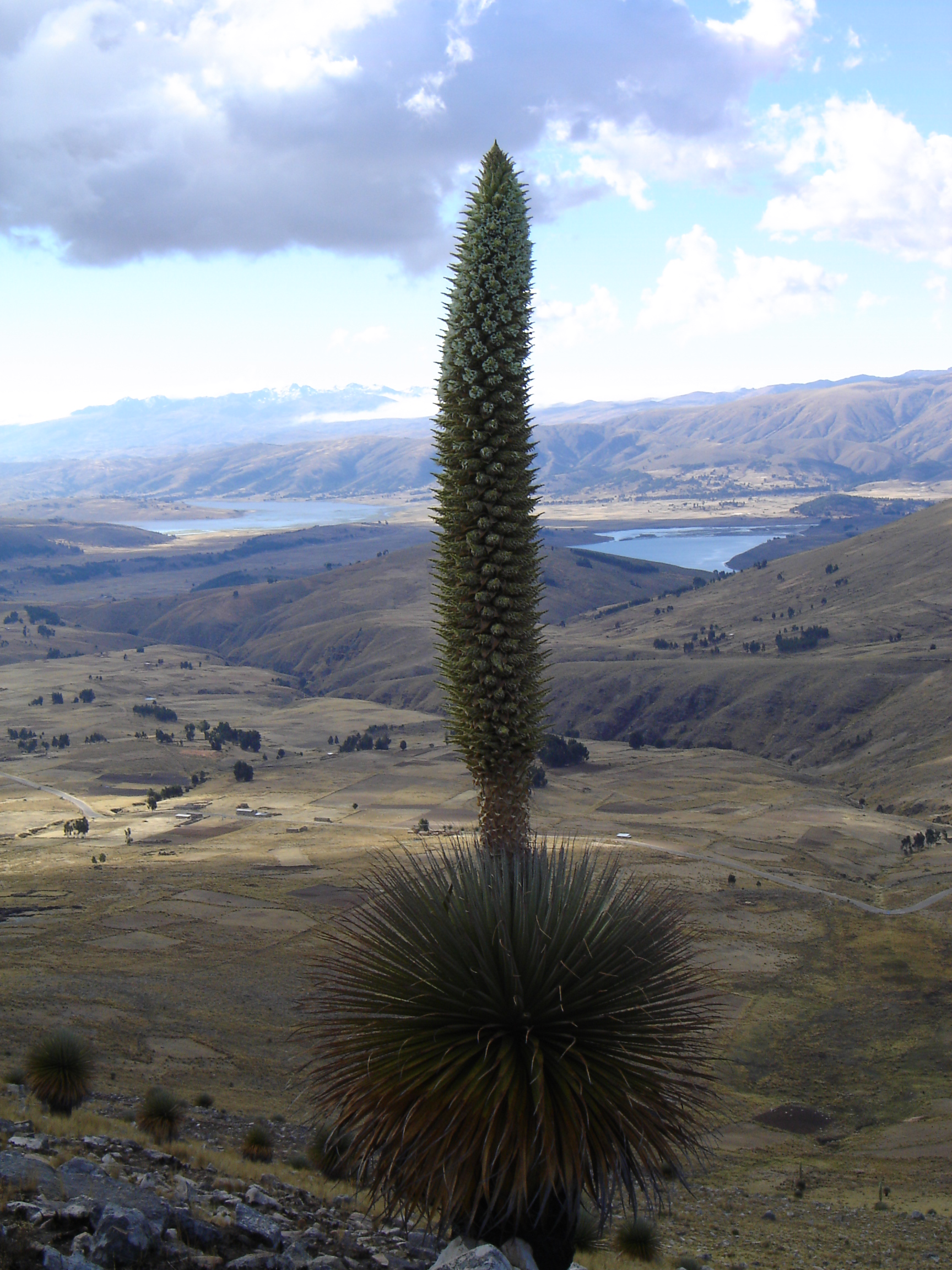
La Chukiqayara o
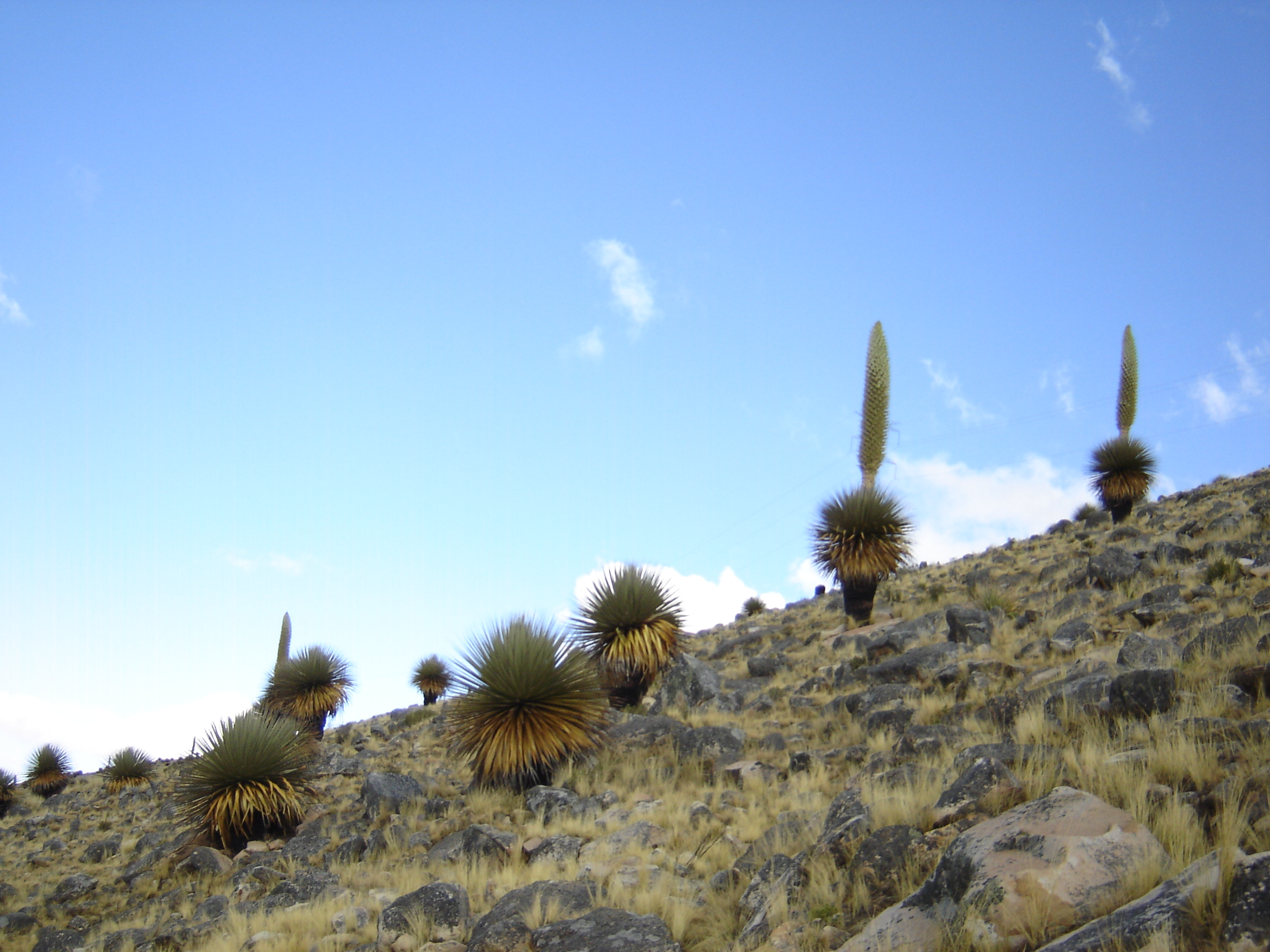
Puya Raimondii,
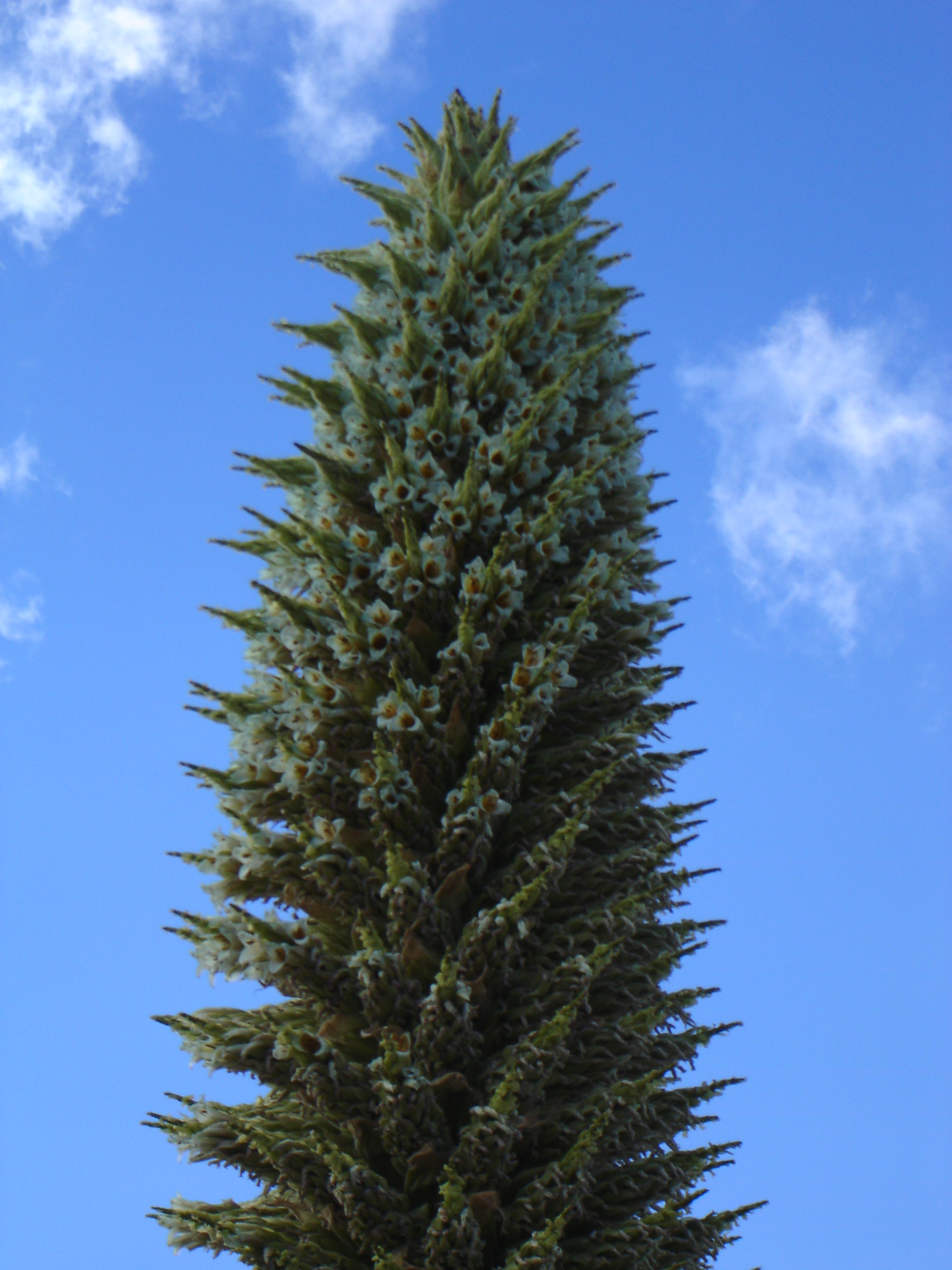
planta milenaria
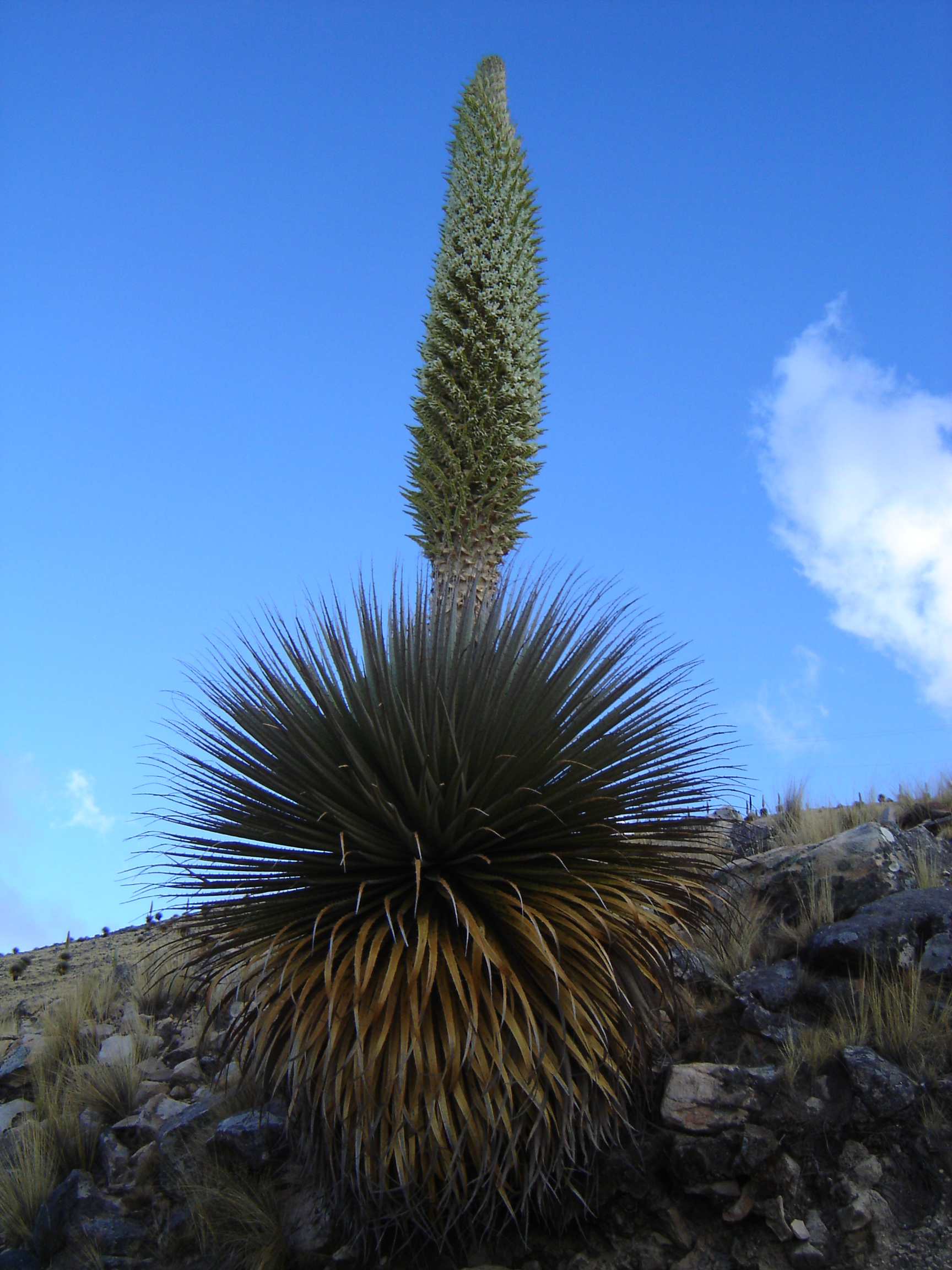
y fosíl.

Vacas es uno de los pocos lugares de Bolivia que tiene el privilegio de contar con esta milenaria planta. Aparte de Vacas, la Puya raimondii solo se encuentra en el Cerro Comanche, en el municipio de Comanche, Provincia de Pacajes, Departamento de La Paz.
La vegetación típica de esta región, además, incluye las siguientes plantas:
- Aliso (Alnus acuminata)
- Andres waylla (Cestrum parqui)
- Cactu Muqu muqu (Rebutia steinbachii)
- Ch'illka o t'ula (Baccharis dracunculifolia)
- Eucalipto (Genus Eucalyptus)
- Ichhu o paja brava (Stipa ichu)
- Kishwara (Buddleja incana)
- Mat'ara o t'utura (Scirpus californicus)
- Qiwiña (Polylepis)
- Sauce llorón (Salix babylonica)
- Ulala o waraqu (Disocactus flagelliformis)

### Fauna
En las lagunas de Vacas, aparte del pejerrey y la trucha, habitan una diversidad de aves y patos silvestres como las wallatas, pariwanas o flamencos, suq'as, panamas y chullumpas. También existen otro tipo de aves como halcones, perdices, lechuzas, búhos y otros.
Entre los animales mamíferos están especies como la llama, zorros, zorrinos, vizcachas, liebres, cuyes domésticos y silvestres, etc.

## Clima

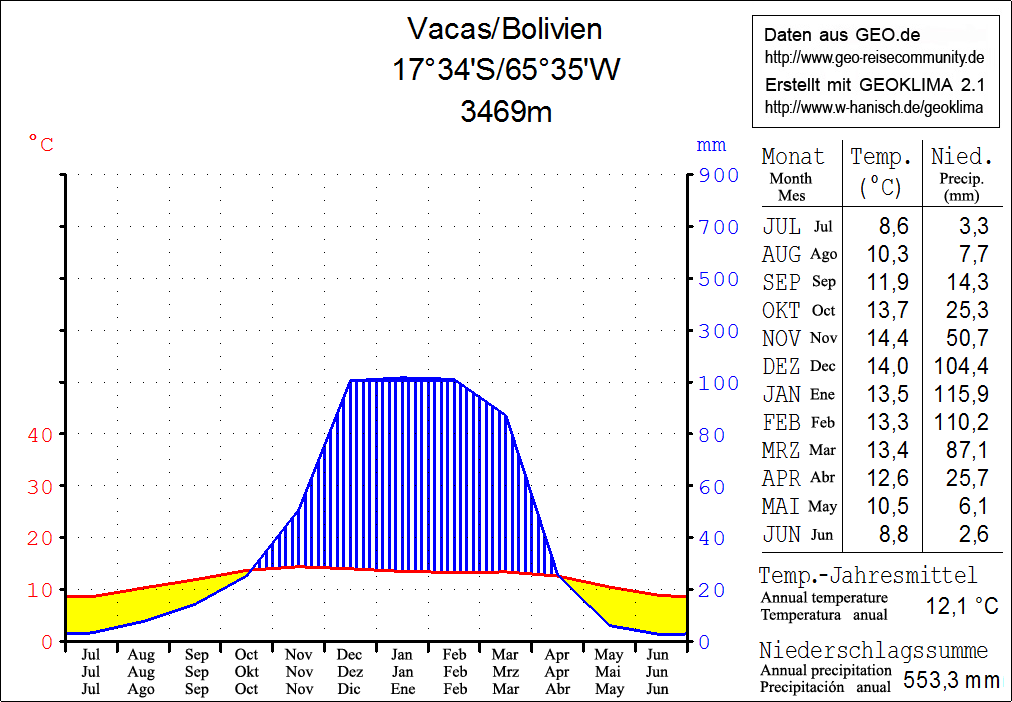
Tabla climática de Vacas.

La población de Vacas por estar situada en una zona altiplánica, posee un clima frígido con una temperatura promedio de 12 a 13 °C (ver la tabla climático). La temperatura en los meses invernales de junio y julio es por debajo de los 10 °C, y entre noviembre y diciembre es poco más de 14 °C.
La precipitación pluvial anual es de 550 mm y alcanza en los meses de verano, entre diciembre y febrero, los valores de 100-120 mm, mientras que en los áridos meses de mayo a septiembre casi no hay precipitaciones.

## Demografía
De acuerdo con el censo boliviano de 2024, la población del municipio de Vacas es de 8 425 habitantes.
La población del municipio disminuyó aproximadamente una séptima parte entre 1992 y 2024, mientras que la población de la localidad ha aumentado alrededor de un tercio entre 1992 y 2012:
| Año  | Habitantes (municipio) | Habitantes (localidad) | Fuente |
| ---- | ---------------------- | ---------------------- | ------ |
| 1992 | 10.172                 | 586                    | Censo  |
| 2001 | 12.511                 | 650                    | Censo  |
| 2012 | 8.940                  | 757                    | Censo  |
| 2024 | 8.425                  |                        | Censo  |

La población mayoritaría es quechua hablante. En el municipio de Vacas el 99,3% de la población habla el idioma quechua.
Según los datos del censo de 2001 más de la mitad de la población son monolingües, hablan solo la lengua quechua 6.668 personas de las 12.511 habitantes del municipio, y el aimara, otra lengua indígena utilizada en Bolivia, es hablado por 13 residentes. La otra mitad de la población son bilingües, también se comunican en castellano. Sin embargo, las mujeres están menos acostumbrados a la lengua castellana que los hombres. Muchas de las mujeres hablan exclusivamente solo el quechua.
Los resultados más recientes sobre la composición étnico-lingüística de la población de este municipio son los siguientes:
| Grupo étnico           | %    |
| ---------------------- | ---- |
| Quechua                | 94.4 |
| Aimara                 | 0.2  |
| Guaraní                | 0.0  |
| No indígena            | 5.4  |
| Otros grupos indígenas | 0.1  |

| Lengua              | Habitantes |
| ------------------- | ---------- |
| Quechua             | 11,662     |
| Aimara              | 39         |
| Guaraní             | 2          |
| Otro nativo         | 2          |
| Castellano          | 4,236      |
| Extranjero          | 11         |
| Solo nativo         | 7.540      |
| Nativo y castellano | 4.131      |
| Solo castellano     | 106        |

### Comunidades

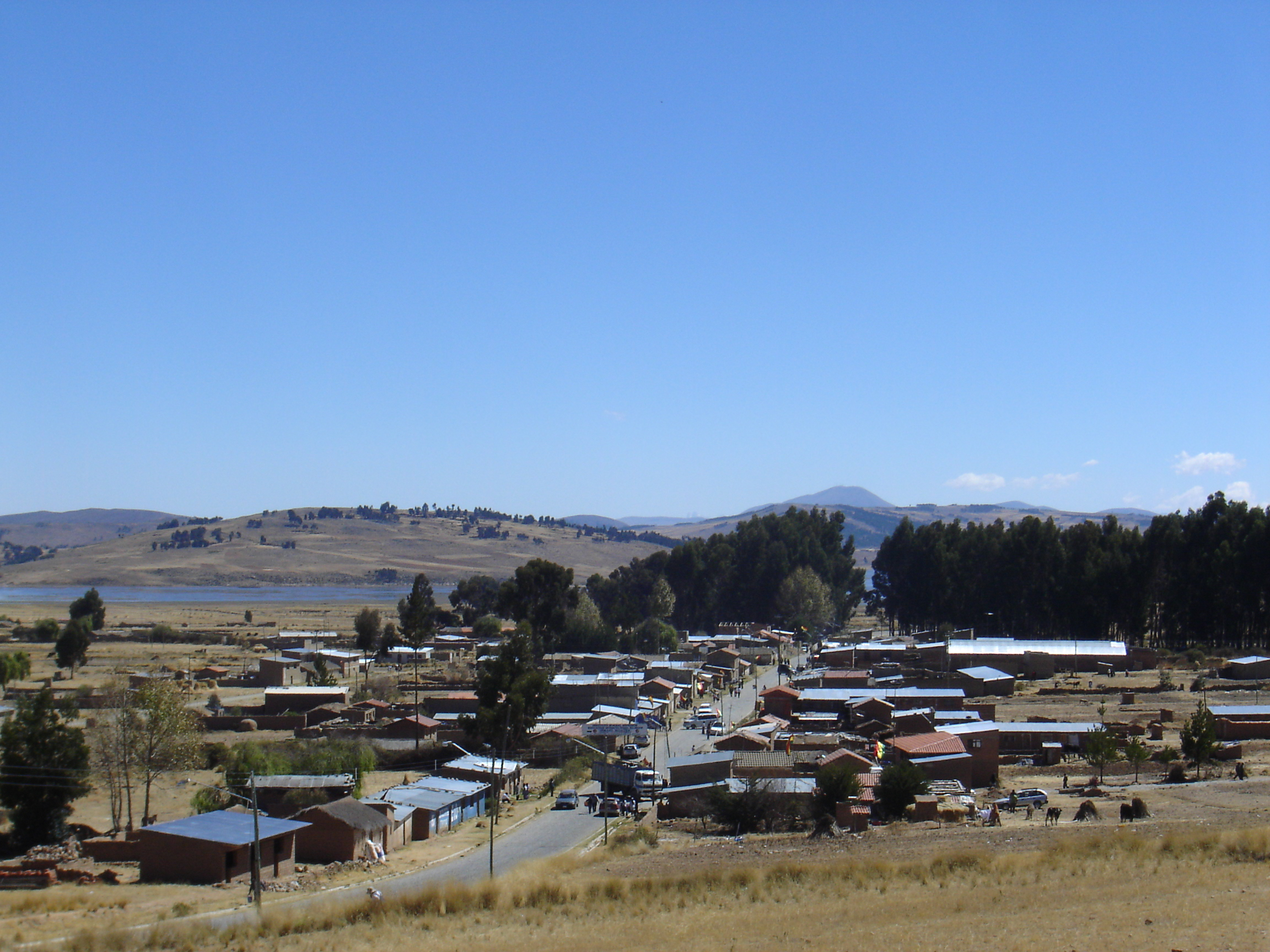
Vista de la Comunidad de Challwamayu.

Las comunidades más importantes de este municipio son las siguientes:
| - Cañadas - Challwamayu - Chiwalaki - Ch'akiqucha - Ch'allaqawa - Junt'utuyu - Misuk'ani | - Muyuqch'ipa - Paredones - Parququcha - Pilawit'u - Phaqchapata - Phuyuphuyu - P'isqumayu | - Qullpaqucha - Rodeo - Sapillikha - T'uturapampa - Yanatama - Yiwakancha - Waynillu |

## Economía
La base de la economía de la población del municipio de Vacas es la agricultura, una actividad predominante en todo el municipio. La papa es el alimento privilegiado que se produce en la región, existen una variedad de tipos de papa. Asimismo, se cultivan otros productos agrícolas como la oca, papalisa, trigo, cebada, avena, haba, tarwi y arveja.
Junto con la agricultura, también esta la cría de ganado vacuno, ovino, porcino y otros animales domésticos. Además, la pesca del pejerrey y la trucha en las diferentes lagunas de la jurisdicción del municipio de Vacas.

## Educación

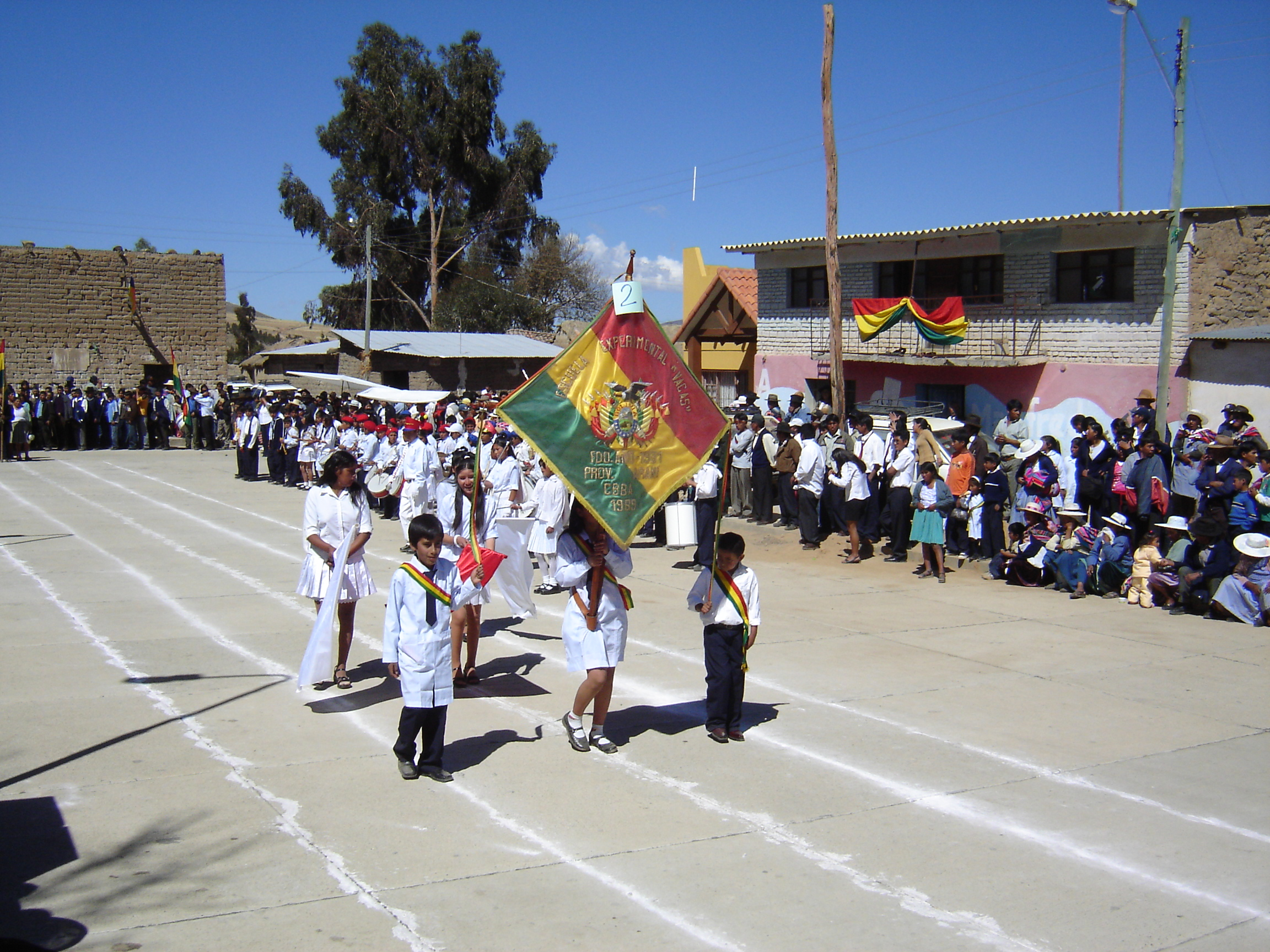
Alumnos de la Escuela Unidad Experimental de Vacas durante el desfile del 6 de agosto.

En el aspecto educativo cuenta con todos los niveles de formación y enseñanza:
- Nivel Preescolar: Guardería Sagrado Corazón de Jesús, fundado por las «Hermanas Misioneras Catequistas del Sagrado Corazón» el año 2008 .
- Nivel Primaria: Escuela Unidad Experimental, fundado en 1862.
- Nivel Secundaria: Colegio Profesor Toribio Claure, fundado en 1984.
- Nivel Superior: Escuela Superior de Formación de Maestros «Ismael Montes» (Challwamayu), fundado en 1916.

La primera institución educativa en ser fundada en la población de Vacas fue la «Escuela de Varones» en 1862, luego el municipio de Cochabamba creó en 1912 la «Escuela Municipal de Niñas».

## Referencias

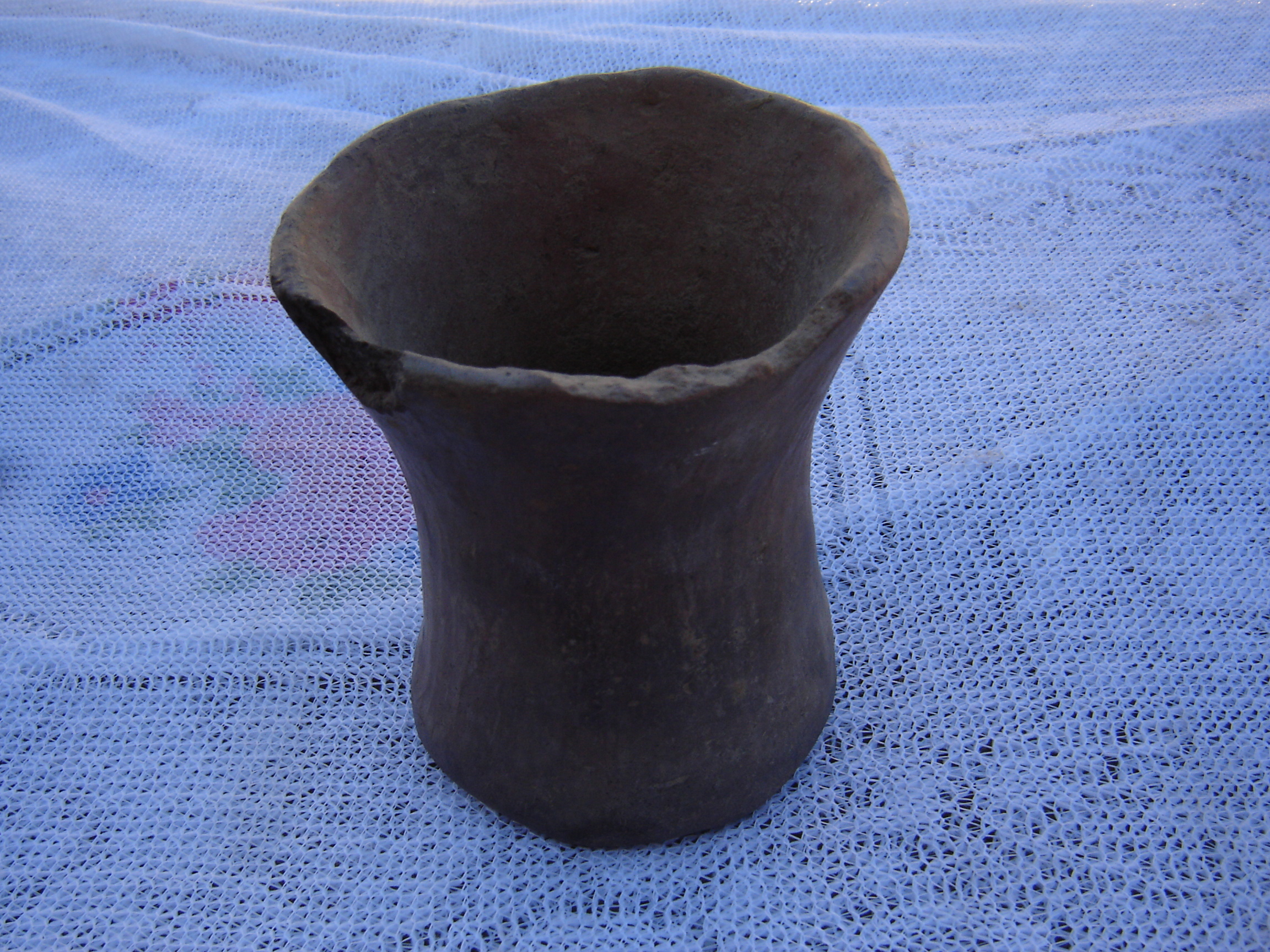
Qiru, vaso sagrado, testimonio de la presencia de pueblos y culturas antiguas que habitaron en Vacas.

## Festividades y ferias
- Febrero o marzo: Carnaval, Takipayanakus (fecha movible).
- Abril: Feria del Pejerrey y del Turismo (Segundo domingo).
- 4 de mayo: Santa Vera Cruz Tatala.
- Mayo o junio: Corpus Christi (fecha movible).
- 29 de junio: San Pedro, Apóstol.
- 16 de julio: Virgen del Carmen, Patrona de Bolivia.
- 14 de septiembre: Señor de la Exaltación.
- 15 de octubre: Aniversario del Municipio de Vacas.
- 2 de noviembre: Día de los Difuntos (Todos los Santos), Wayllunk'as.
- 4 de diciembre: Santa Bárbara y Aniversario de Vacas.

Cada año, el 4 de diciembre, junto a una serie de actividades, la población de Vacas celebra su aniversario de fundación y la fiesta de su patrona Santa Bárbara, cuya imagen se venera con mucha devoción por los vecinos y los devotos venidos de otras partes. Los peregrinos vienen a venerar y pedir a su patrona, especialmente, por la lluvia y la protección de los rayos.
Cuenta la tradición, que hace muchos años, Santa Bárbara se apareció como una pastorita a orillas de la laguna Qucha Quchita. Las personas que acudieron a este lugar, atraídos por la noticia, habían encontrado una bella imagen de la santa, que luego lo llevaron hasta el pueblo de Vacas. Debido a este suceso Vacas fue fundada oficialmente, hacia mediados del siglo XVII, con el nombre de «Santa Bárbara de Bacas».

## Turismo

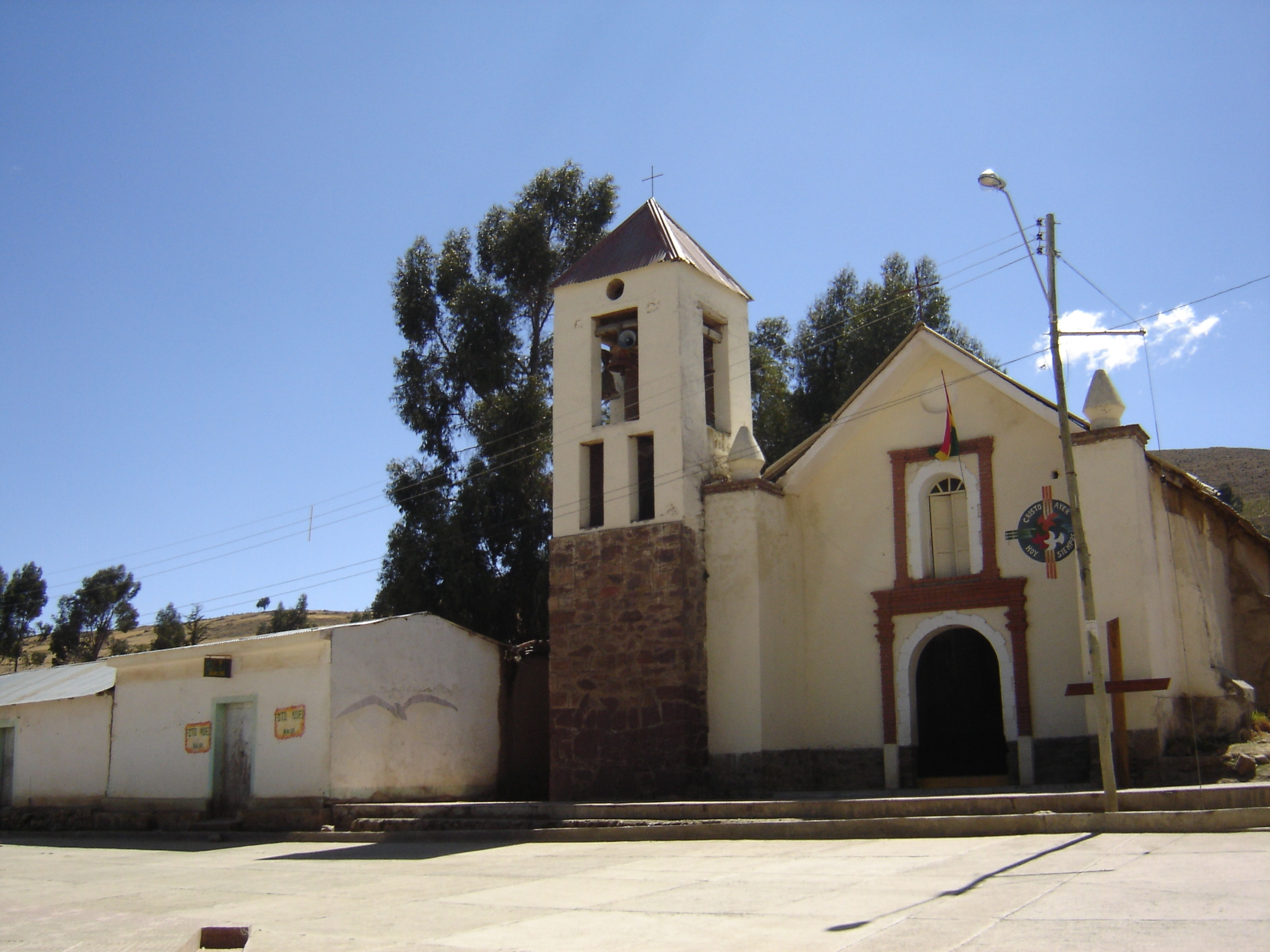
Templo de Santa Bárbara.

La población de Vacas cuenta con algunos atractivos para el visitante que busca distracción y descanso. Cuenta con un templo construido hacia fines del siglo XVIII, donde se venera a la imagen de Santa Bárbara, cuya fiesta se celebra el 4 de diciembre, una oportunidad para participar de una fiesta tradicional y religiosa; además de las diferentes festividades ya mencionadas, como el carnaval que dura prácticamente una semana, terminando el domingo de tentación con los tradicionales takipayanakus.
Anualmente se realiza la «Feria del Pejerrey y del Turismo», el segundo domingo del mes de abril, donde se exponen los productos agrícolas de la región, como la papa, producto destacado de la zona; y se ofrecen a los visitantes para degustar diferentes platos típicos, preparados con el pescado de sus lagunas que rodean a la población de Vacas, acompañado con la infaltable chicha vaqueña. Entre las lagunas del municipio se encuentra también el salar Qullpa Qucha, donde se pueden avistar aves migratorias.
También, todos los días domingos se realiza su feria semanal, también tener un merecedor descanso en el Complejo Turístico Toro Warkhu con la visita a la cascada nominada con el mismo nombre, que se encuentra a 5 km de Paredones.

## Transporte
Vacas está ubicada a 84 km de la ciudad de Cochabamba, la capital del departamento. Desde Cochabamba para arribar a la población de Vacas se toma la carretera de la Red Fundamental, la Ruta 7, hasta llegar a Paracaya (43 km). A continuación, se sigue hacia el sureste por la Ruta 23, una parte con asfalto y otra empedrada, pasando por las poblaciones de Punata (2.9 km) y Arani (8 km) hasta arribar al Cruce de Vacas (19.5 km), luego se toma un camino empedrado en dirección este hasta llegar a la población de Vacas (10.6 km).
Las movilidades o taxis de servicio público, desde la ciudad de Cochabamba hasta Vacas, parten todos los días de la calle Guayaramerín y Moxos, detrás del templo San Carlos en la zona Sur. También, realizan servicio diario desde la localidad de Punata de detrás del templo.

## Medios de comunicación

### Radio Chiwalaki
La idea de una radio para los campesinos se inició en 1987, por la exigencia de más información, educación e intercomunicación. Después de tres años, el 1 de septiembre de 1990, Radio Chiwalaki se inauguró, como una radio comunitaria, en la comunidad rural de Misuk'ani, cerca a dos kilómetros de la población de Vacas, con el auspicio de la ONG «Instituto de Capacitación Campesina» (INCCA) en convenio con la organización campesina «Central Regional de Chiwalaki».
Los 1000 vatios de transmisión en onda media permite la llegada de información a varios municipios vecinos y provincias, así gente de las provincias Arani, Tiraque, y de los municipios de Pocona y Alalay pueden beneficiarse de ella. Los programas son transmitidos preferentemente en la lengua quechua, ya que están dirigidos a la población rural. En la actualidad Radio Chiwakali está en el aire durante tres horas por la mañana y tres horas por la noche.
En la actualidad, la Radio Chiwalaki es gestionado solo por la «Central Regional de Chiwalaki», desde el momento que abandonaron la región los personeros de INCCA por desavenencias con las organizaciones campesinas del municipio de Vacas.

## Personas destacadas
- Melquiades Rojas (Alcalde) y Carlos Balderrama (Corregidor), fundadores del colegio Toribio Claure, fundadores de la Alcaldía de Vacas
- Oscar Mario Encinas Mosquera, profesor. Primer alcalde del municipio, durante su gestión se construyó el Hospital.
- José Rojas, profesor y compositor de la pieza musical «Linda Vaqueña».
- Gerónimo Encinas Soria, profesor. Nació el 11 de mayo de 1934. En 1991 fue declarado «Maestro Notable» por la Escuela Normal Rural «Ismael Montes», por los servicios y cargos importantes que ocupó en la educación en Bolivia.
- Pablo Fernández, compositor. Nació el 29 de junio de 1954.
- Ronald Rodríguez Clavijo, exmilitar, músico, concertista de guitarra clásica. Nació el 10 de septiembre de 1959.
- Juan Carlos Rodríguez Clavijo, músico, folclorista y compositor. Nació el 22 de noviembre de 1963. Integrante de diferentes grupos folclóricos como: Inkallajta, Siembra, Kharkas, Proyección y otros.
- Albaro Clavijo López, músico, folclorista y compositor. Fue integrante del grupo Proyección.
- Freddy Veizaga Siles, profesor, músico, folclorista. Integrante del Grupo Pukaq Wayra.
- Natividad Betty Veizaga Siles, compositora, cantante y músico. Nació el 25 de diciembre de 1957. Candidata por Cochabamba a ñust'a del «Festival Lauro de la Canción» e integrante del Grupo Pukaq Wayra desde 1980.

## Visitantes ilustres

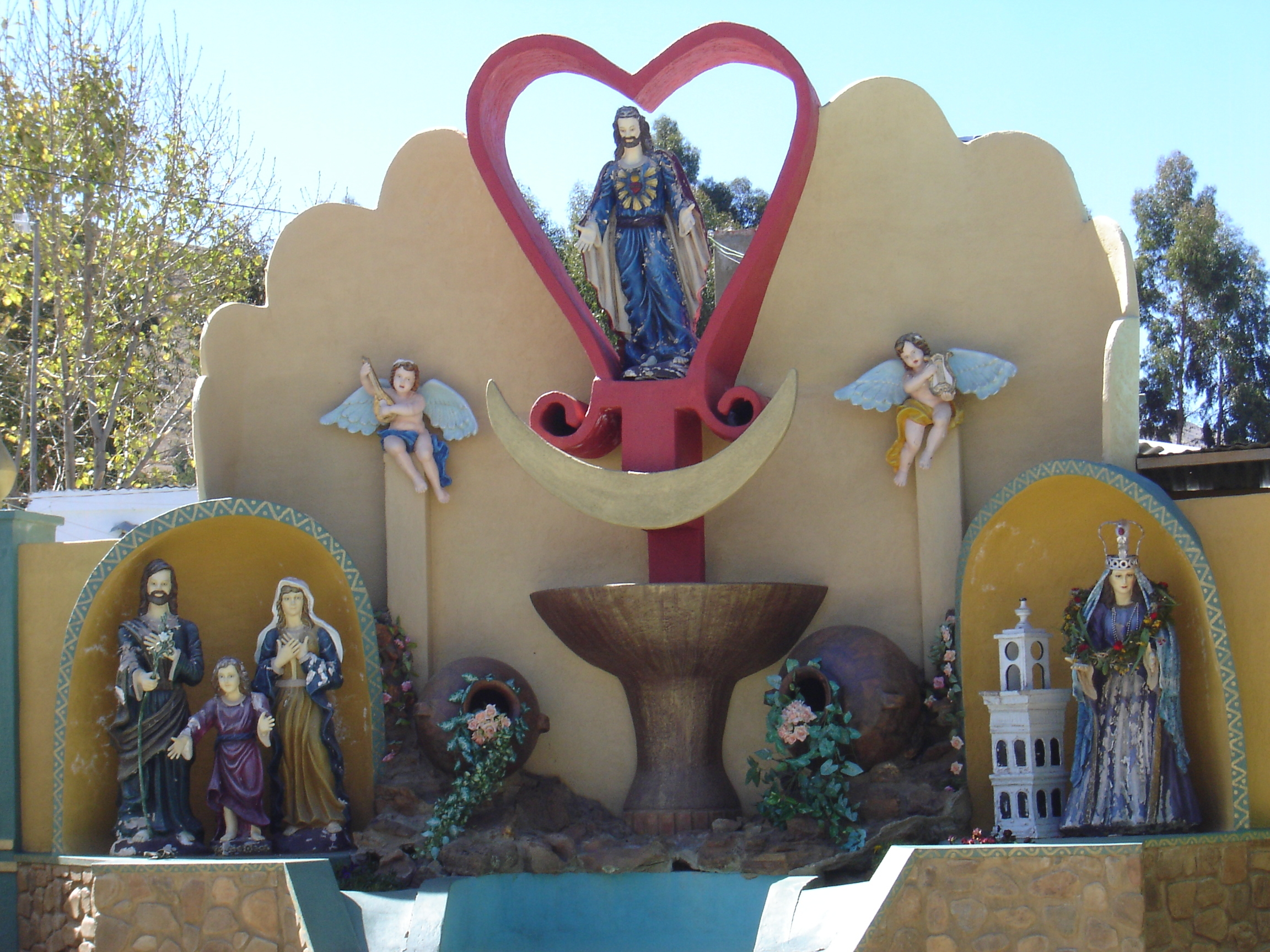
Gruta de la Guardería Sagrado Corazón de Jesús.

- Tupaq Yupanki (1471-1493), décimo monarca Inca.
- Wayna Qhapaq (1493-1525), undécimo soberano Inca.
- Esteban Arze (1770-1815), general patriota que luchó en la campaña por la independencia de Bolivia, ocupó la población de Vacas y pernocto en Paredones con sus tropas la noche anterior a la batalla del Qiwiñal, 23 de mayo de 1812.
- Simón Bolívar (1783-1830), Libertador de Bolivia, en 1825 pasó por la región de Vacas.
- Alcide d'Orbigny (1802-1857), científico francés, durante su viaje de exploración científica por Bolivia visitó Vacas en 1830.
- Jesús Lara (1898-1980), poeta y novelista boliviano, en su «Viaje a Inkallajta» pasó por Vacas en 1927.
- Martín Cárdenas (1899-1973), naturalista y botánico boliviano, durante su viaje a Inkallajta visitó Vacas en 1940.